# Wilhelm Egon von Fürstenberg
Wilhelm Egon von Fürstenberg (Heiligenberg, 2 dicembre 1629 – Parigi, 10 aprile 1704) fu un principe tedesco che divenne abate, vescovo e cardinale.

## Biografia
Nato ad Heiligenberg il 2 dicembre 1629, da Ernesto Egon di Fürstenberg-Heiligenberg e dalla principessa Anna Maria di Hohenzollern-Hechingen, iniziò la propria carriera come soldato nell'esercito francese.
Egli si recò quindi alla corte dell'arcivescovo di Colonia come il fratello, Franz Egon, che si era dimostrato particolarmente zelante per la causa di Luigi XIV di Francia che tentò di promuovere con ogni mezzo. Nel 1672 gli intrighi dei due Fürstenberg diedero come risultato un'aperta ostilità tra la Francia e l'arcivescovato di Colonia e, dal momento che i due fratelli vennero ritenuti responsabili degli imperialisti di questa inimicizia tra i due stati, Wilhelm venne stretto d'assedio dai soldati dell'imperatore nel monastero di San Pantaleone di Colonia dove, temendo per la propria vita, inoltrò una richiesta di grazia a Vienna. Egli venne salvato per intervento del nunzio papale, ma venne imprigionato e mantenuto in carcere sino alla firma del Trattato di Nimega (1679).
Come ricompensa per il proprio servizio, anche se fallimentare, Luigi XIV lo nominò vescovo di Strasburgo in successione del fratello nel 1682. Sempre il Re di Francia gli garantì, per il concistoro del 2 settembre 1686, la nomina a cardinale da parte di papa Innocenzo XI (ma il titolo cardinalizio di Sant'Onofrio lo ricevette solo tre anni dopo) e nel 1688 l'elezione a coadiutore dell'arcivescovo di Colonia e successore di Massimiliano Enrico di Baviera. Su insistenza dell'imperatore, il papa pose il proprio veto su quest'ultima nomina. Il partito del papa ebbe la meglio e si costituì ben presto una lega contro Luigi XIV che sfociò nella cosiddetta Guerra dei Nove anni, che privò Wilhelm Egon di tutte le speranze di successo, costringendolo a ritirarsi in Francia, nell'abbazia di Saint-Germain-des-Prés a Parigi, dove morì il 10 aprile 1704.

## Conclavi
Wilhelm Egon partecipò al conclave del 1689, che elesse papa Alessandro VIII, ma non quelli del 1691, che elesse papa Innocenzo XII, e del 1700, che elesse papa Clemente XII.

## Genealogia episcopale e successione apostolica
La genealogia episcopale è:
- Cardinale Guillaume d'Estouteville, O.S.B.Clun.
- Papa Sisto IV
- Papa Giulio II
- Cardinale Raffaele Sansone Riario
- Papa Leone X
- Papa Paolo III
- Cardinale Francesco Pisani
- Cardinale Alfonso Gesualdo di Conza
- Papa Clemente VIII
- Cardinale Pietro Aldobrandini
- Cardinale Laudivio Zacchia
- Cardinale Antonio Barberini, O.F.M.Cap.
- Cardinale Marcantonio Franciotti
- Cardinale Giambattista Spada
- Cardinale Carlo Pio di Savoia
- Arcivescovo Ercole Visconti
- Cardinale Wilhelm Egon von Fürstenberg

La successione apostolica è:
- Vescovo Martin de Ratabon (1693)
- Cardinale Armand-Gaston-Maximilien de Rohan-Soubise (1701)

## Ascendenza
|                                                     |                                                        |                                          | Genitori                                        |  |  | Nonni |  |  | Bisnonni                                      |  |  | Trisnonni                               |  |
|                                                     |                                                        |                                          |                                                 |  |  |       |  |  | 8. Joachim, conte di Fürstenberg-Heiligenberg |  |  | 16. Friedrich III, conte di Fürstenberg |  |
|                                                     |                                                        |                                          |                                                 |  |  |       |  |  | 8. Joachim, conte di Fürstenberg-Heiligenberg |  |  | 16. Friedrich III, conte di Fürstenberg |  |
|                                                     |                                                        | 17. Anna von Werdenberg                  |                                                 |  |  |       |  |  | 8. Joachim, conte di Fürstenberg-Heiligenberg |  |  |                                         |  |
| 4. Friederich, conte di Fürstenberg-Heiligenberg    |                                                        |                                          |                                                 |  |  |       |  |  | 8. Joachim, conte di Fürstenberg-Heiligenberg |  |  |                                         |  |
|                                                     |                                                        | 9. Anna von Zimmern                      | 18. Froben Christoph, conte di Zimmern          |  |  |       |  |  |                                               |  |  |                                         |  |
|                                                     |                                                        | 9. Anna von Zimmern                      | 18. Froben Christoph, conte di Zimmern          |  |  |       |  |  |                                               |  |  |                                         |  |
|                                                     |                                                        | 9. Anna von Zimmern                      | 19. Kunigunde von Eberstein                     |  |  |       |  |  |                                               |  |  |                                         |  |
| 2. Egon VIII, conte di Fürstenberg-Heiligenberg     |                                                        | 9. Anna von Zimmern                      |                                                 |  |  |       |  |  |                                               |  |  |                                         |  |
|                                                     |                                                        | 10. Alwig II, conte di Sulz              | 20. Johann Ludwig I, conte di Sulz              |  |  |       |  |  |                                               |  |  |                                         |  |
|                                                     |                                                        | 10. Alwig II, conte di Sulz              | 20. Johann Ludwig I, conte di Sulz              |  |  |       |  |  |                                               |  |  |                                         |  |
|                                                     |                                                        | 10. Alwig II, conte di Sulz              | 21. Elisabeth von Zweibrücken-Lichtenberg       |  |  |       |  |  |                                               |  |  |                                         |  |
| 5. Elisabeth von Sulz                               |                                                        | 10. Alwig II, conte di Sulz              |                                                 |  |  |       |  |  |                                               |  |  |                                         |  |
|                                                     |                                                        | 11. Barbara von Helfenstein-Wiesensteig  | 22. Ulrich XI, conte di Helfenstein-Wiesensteig |  |  |       |  |  |                                               |  |  |                                         |  |
|                                                     |                                                        | 11. Barbara von Helfenstein-Wiesensteig  | 22. Ulrich XI, conte di Helfenstein-Wiesensteig |  |  |       |  |  |                                               |  |  |                                         |  |
|                                                     |                                                        | 11. Barbara von Helfenstein-Wiesensteig  | 23. Katharina von Waldburg-Sonnenberg           |  |  |       |  |  |                                               |  |  |                                         |  |
| 1. Wilhelm Egon von Fürstenberg                     |                                                        | 11. Barbara von Helfenstein-Wiesensteig  |                                                 |  |  |       |  |  |                                               |  |  |                                         |  |
|                                                     | 12. Eitel Friedrich I, conte di Hohenzollern-Hechingen | 24. Karl I, conte di Hohenzollern        |                                                 |  |  |       |  |  |                                               |  |  |                                         |  |
|                                                     | 12. Eitel Friedrich I, conte di Hohenzollern-Hechingen | 24. Karl I, conte di Hohenzollern        |                                                 |  |  |       |  |  |                                               |  |  |                                         |  |
|                                                     | 12. Eitel Friedrich I, conte di Hohenzollern-Hechingen | 25. Anna von Baden-Durlach               |                                                 |  |  |       |  |  |                                               |  |  |                                         |  |
| 6. Johann Georg, principe di Hohenzollern-Hechingen | 12. Eitel Friedrich I, conte di Hohenzollern-Hechingen |                                          |                                                 |  |  |       |  |  |                                               |  |  |                                         |  |
|                                                     |                                                        | 13. Sibylle von Zimmern                  | 26. Froben Christoph, conte di Zimmern (= 18)   |  |  |       |  |  |                                               |  |  |                                         |  |
|                                                     |                                                        | 13. Sibylle von Zimmern                  | 26. Froben Christoph, conte di Zimmern (= 18)   |  |  |       |  |  |                                               |  |  |                                         |  |
|                                                     |                                                        | 13. Sibylle von Zimmern                  | 27. Kunigunde von Eberstein (= 19)              |  |  |       |  |  |                                               |  |  |                                         |  |
| 3. Anna Maria von Hohenzollern-Hechingen            |                                                        | 13. Sibylle von Zimmern                  |                                                 |  |  |       |  |  |                                               |  |  |                                         |  |
|                                                     |                                                        | 14. Friedrich I, conte di Salm-Neufville | 28. Philipp Franz, conte di Salm-Neufville      |  |  |       |  |  |                                               |  |  |                                         |  |
|                                                     |                                                        | 14. Friedrich I, conte di Salm-Neufville | 28. Philipp Franz, conte di Salm-Neufville      |  |  |       |  |  |                                               |  |  |                                         |  |
|                                                     |                                                        | 14. Friedrich I, conte di Salm-Neufville | 29. Maria Aegyptiaca von Oettingen              |  |  |       |  |  |                                               |  |  |                                         |  |
| 7. Franziska von Salm-Neufville                     |                                                        | 14. Friedrich I, conte di Salm-Neufville |                                                 |  |  |       |  |  |                                               |  |  |                                         |  |
|                                                     |                                                        | 15. Franziska von Salm                   | 30. Johann VI, conte di Salm                    |  |  |       |  |  |                                               |  |  |                                         |  |
|                                                     |                                                        | 15. Franziska von Salm                   | 30. Johann VI, conte di Salm                    |  |  |       |  |  |                                               |  |  |                                         |  |
|                                                     |                                                        | 15. Franziska von Salm                   | 31. Louise de Stainville                        |  |  |       |  |  |                                               |  |  |                                         |  |
|                                                     |                                                        | 15. Franziska von Salm                   |                                                 |  |  |       |  |  |                                               |  |  |                                         |  |

## Stemma
| Image | Stemma |
| ----- | --- |
| \| \| | Wilhelm Egon von Fürstenberg Principe del Sacro Romano Impero, Cardinale, Grand'Elemosiniere di Francia, Commendatore dell'Ordine dello Spirito Santo D'oro, alla bordura nembata d'argento su azzurro, in campo un'aquila di rosso, beccata e membrata d'azzurro (Fürstenberg) riportante in petto uno scudo inquartato: al 1° ed al 4° di rosso al gonfalone d'argento (Werdenberg); al 2° ed al 3° d'argento alla banda segmentata di nero (Heiligenberg). Lo scudo, accollato a una croce astile patriarcale d'oro, posta in palo, è timbrato da un cappello con cordoni e nappe di rosso. Le nappe, in numero di trenta, sono disposte quindici per parte, in cinque ordini di 1, 2, 3, 4, 5. Dietro allo scudo sono presenti le insegne da principe del Sacro Romano Impero. |
|       | |